# Kyōji Nishikawa
Kyōji Nishikawa (jap. 西川 恭治, Nishikawa Kyōji; * 1934 in Tokio) ist ein japanischer Physiker und ehemaliger Professor für Theoretische Physik, der auf dem Gebiet der Plasmaphysik und Kernfusion forschte.

## Leben
Kyōji Nishikawa wurde als Sohn des Physikers Shōji Nishikawa (1884–1952) und der Lehrerin Kiku Ayai geboren; sie hatten insgesamt vier Söhne und eine Tochter. Sein Vater forschte auf dem Gebiet der Kristallographie mit der damals neuen Methode der Röntgenbeugung und war von 1924 bis 1945 Professor für Physik an der Universität Tokio.
Gleich seinem Vater und seinem älteren Bruder Tetsuji Nishikawa studierte er Physik an der Universität Tokio, wo er 1959 seinen Abschluss als Master of Science erlangte. Danach ging er nach Kanada an die University of British Columbia, wo er 1962 promovierte. Nach seiner Rückkehr arbeitete Kyōji Nishikawa an der naturwissenschaftlichen Fakultät der Universität Kyōto auf dem Gebiet der Plasmaphysik, bis er Anfang der 1980er Jahre als Professor an die Universität Hiroshima ging. Er arbeitete dort auf dem Gebiet der Kernfusion bis zu seiner Pensionierung 1995, unter anderem am Center for Nuclear Fusion Theory. Er war dann noch einige Jahre Professor an der Kinki-Universität und ist heute noch als Professor emeritus wissenschaftlicher Berater an der Universität Hiroshima.

## Werke
- mit Masahiro Wakatani: Plasma Physics: Basic Theory with Fusion Applications (Springer Series on Atomic, Optical, and Plasma Physics). Springer, 1990, 3. Auflage 2000, ISBN 3-540-65285-X.

## Auszeichnungen
- 1969: Nishina-Preis für außerordentliche Leistungen in der Atomphysik und deren Anwendung[6]